# Regulae ad directionem ingenii
Regulae ad directionem ingenii (deutsch: Regeln zur Ausrichtung der Erkenntniskraft oder Regeln zur Leitung des Geistes) ist eine unvollendet gebliebene Arbeit von René Descartes, die er 1619 begann und die ursprünglich 35 Regeln umfassen sollte, letztlich aber auf 21 begrenzt blieb. Das Fragment legte die Basis für seine späteren Arbeiten über komplexe Probleme der Mathematik, Wissenschaft und Philosophie und insbesondere den 1637 anonym veröffentlichten Discours de la méthode pour bien conduire sa Raison.
Die ersten 12 Regeln behandeln die von ihm vorgeschlagene wissenschaftliche Methode im Allgemeinen; ihr Inhalt wurde in späteren Werken detaillierter ausgearbeitet.

## Neuauflagen
- René Descartes: Regulae ad directionem ingenii Cogitationes privatae. Meiner, Hamburg 2011. ISBN 978-3-7873-1981-7
- Descartes, R.: Rules for the Direction of the Mind. Bobbs-Merrill Co, 2000, ISBN 0-672-60334-9.